# Rakovnický vikariát
Rakovnický vikariát je územní část pražské arcidiecéze. Od roku 2004 vikariát tvoří čtyři římskokatolické farnosti (dříve jich bylo 26).

## Farnosti vikariátu
| Farnost               | Správce                                        | Další duchovní ve farnosti | Farní kostel           |
| --------------------- | ---------------------------------------------- | -------------------------- | ---------------------- |
| Nové Strašecí         | Mgr. Martin Janata, farář vikář vikariátu      |                            | Narození Panny Marie   |
| Petrovice u Rakovníka | Václav Kružík, farář                           |                            | Navštívení Panny Marie |
| Rakovník              | MUDr. Mag. theol. Vojtěch Novák, administrátor |                            | sv. Bartoloměje        |
| Zbečno                | Mgr. Martin Janata, excurendo administrátor    |                            | sv. Martina            |

Původně byly farnosti také v obcích Bratronice, Děkov, Hředle, Kněževes u Rakovníka, Kolešovice, Kounov, Křivoklát, Lány, Lišany, Lužná, Městečko, Mšec, Mutějovice, Nezabudice, Olešná, Panoší Újezd, Rousínov, Řevničov, Senomaty, Skryje, Slabce a Srbeč.